# 3248 Farinella
3248 Farinella este un asteroid din centura principală, descoperit pe 21 martie 1982 de Edward Bowell.